# توسعه بین‌الملل

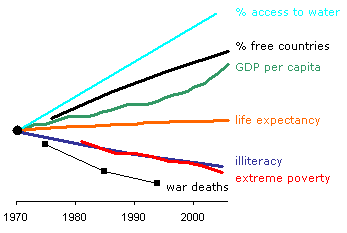
این شاخص‌های کلیدی، نشان دهنده بهبود وضع زندگی انسان‌ها از سال ۱۹۷۰ به بعد هستند.
راهنمای رنگ شاخص‌ها:
شاخص نقطه‌ای:

توسعه بین‌الملل (به انگلیسی: International Development) یا توسعه جهانی (به انگلیسی: Global Development) مفهومی است گسترده پیرامون سطح توسعه یافتگی در مقیاس جهانی. این موضوع مبنایی است برای طبقه‌بندی‌های بین‌المللی نظیر کشورهای توسعه یافته، در حال توسعه یا توسعه نیافته.

در گذشته، این مفهوم به‌طور عمده مترادف توسعه اقتصادی در نظر گرفته می‌شد اما امروزه توسعه بین‌المللی را مفهومی جامع و چند بعدی پنداشته و آن را آمیزه‌ای از مفاهیم و موضوعات گوناگون اعم از توسعه انسانی، رقابت پذیری، کیفیت زندگی و بهزیستی ذهنی می‌دانند.

توسعه بین‌الملل با توسعه سادهای که به‌طور مشخص توسط نهادهای تشکیل شده پس از جنگ جهانی دوم ایجاد شد، تفاوت دارد. تمرکز این گونه نهادها کاهش فقر و بهبود شرایط زندگی در کشورهای جنگ زده و فقیر یا کشورهایی است که پیش از این مستعمره بودن اند.

## مفاهیم
توسعه بین‌المللی در حوزه توسعه انسانی شامل موارد ذیل می‌شود:

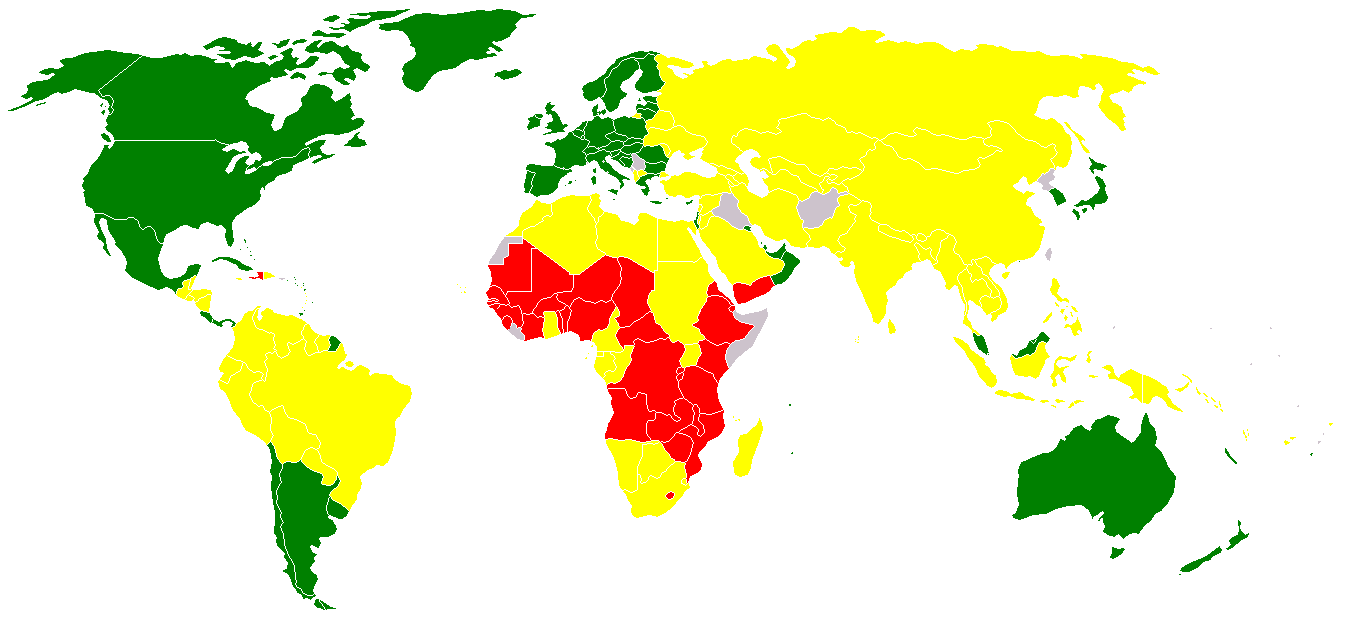
World map indicating شاخص توسعه انسانی (colour-blind compliant map).

- کمک‌های خارجی
- حکومت
- مراقبت‌های بهداشتی
- آموزش و پرورش
- کاهش فقر
- برابری جنسیتی
- امدادرسانی
- زیرساخت‌ها
- اقتصاد
- حقوق بشر
- محیط زیست